# Euphorbia comosa
Euphorbia comosa Vell. es una especie fanerógama perteneciente a la familia de las euforbiáceas.

## Distribución geográfica
Es endémica de Colombia y Venezuela.

## Descripción
Es una especie suculenta con tallo carnoso sin espinos.

## Taxonomía
Euphorbia comosa fue descrita por José Mariano da Conceição Vellozo y publicado en Florae Fluminensis 5: 202, pl. 15. 1825.
Etimología
Euphorbia: nombre genérico que deriva del médico griego del rey Juba II de Mauritania (52 a 50 a. C. - 23), Euphorbus, en su honor – o en alusión a su gran vientre –  ya que usaba médicamente Euphorbia resinifera. En 1753 Carlos Linneo asignó el nombre a todo el género.
comosa: epíteto latino que significa "peluda".
Sinonimia
- Euphorbia lupulina Boiss.[5][6]